# VHS-C

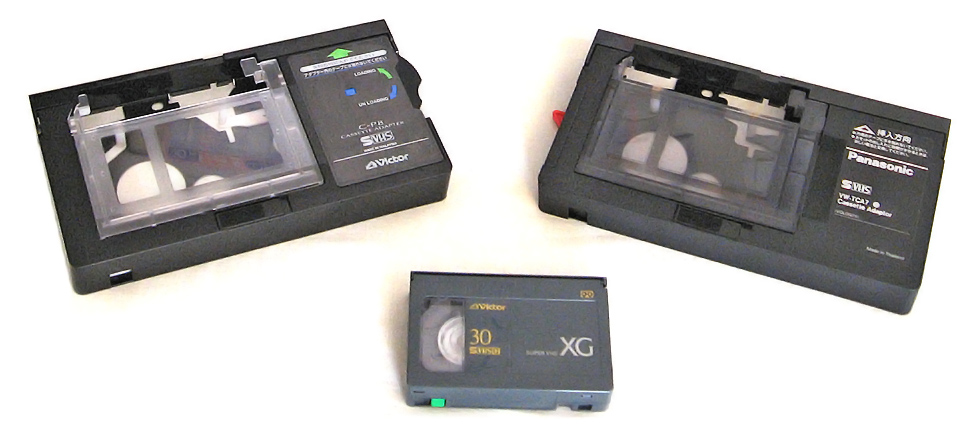
VHS-C Cassette Adapters

VHS-C is een compacte versie van het VHS videosysteem. De band en het opnamesysteem zijn identiek aan VHS, maar de cassettebehuizing is kleiner. Hierdoor hebben de banden een kortere speelduur  van meestal 30 minuten. Dit type banden is voornamelijk bedoeld voor gebruik in camcorders.